# Équipe de Grèce des moins de 18 ans de football
 (décembre 2023).
Si vous disposez d'ouvrages ou d'articles de référence ou si vous connaissez des sites web de qualité traitant du thème abordé ici, merci de compléter l'article en donnant les références utiles à sa vérifiabilité et en les liant à la section « Notes et références ».
Maillots
L'équipe de Grèce de football des moins de 18 ans est constituée par une sélection des meilleurs joueurs grecs de moins de 18 ans sous l'égide de la Fédération de Grèce de football. Cette équipe a participé à plusieurs reprises à l'Euro des moins de 18 ans, devenu l'Euro des moins de 19 ans en 2002.

## Parcours

### Parcours en Championnat d'Europe
Entre 1981 et 2001, existe l'Euro des moins de 18 ans, compétition à laquelle la Grèce participe à plusieurs reprises. En 1995, la Grèce termine à la troisième place en battant les Pays-Bas sur le score fleuve de cinq buts à zéro. En 1999, battu par l'Irlande lors de la petite finale, la Grèce termine quatrième.